# Cours (Deux-Sèvres)
 Cours  es una población y comuna francesa, situada en la región de Poitou-Charentes, departamento de Deux-Sèvres, en el distrito de Niort y cantón de Champdeniers-Saint-Denis.

## Demografía
| 458 | 398 | 366 | 402 | 405 | 414 |
| Para los censos de 1962 a 1999 la población legal corresponde a la población sin duplicidades (Fuente: INSEE [Consultar]) |     |     |     |     |     |